# Fehérnyakú álszajkó
A fehérnyakú álszajkó (Garrulax strepitans) a madarak osztályának verébalakúak (Passeriformes) rendjébe és a Leiothrichidae családjába tartozó faj.

## Rendszerezése
A fajt Edward Blyth angol zoológus írta le 1855-ben.

## Előfordulása
Délkelet-Ázsiában, Kína déli részén, a Jünnan tartományban, Laosz, Mianmar és Vietnám területén honos. A természetes élőhelye a szubtrópusi vagy trópusi síkvidéki és hegyi esőerdők. Állandó, nem vonuló faj.

## Megjelenése
Testhossza 28,5-31 centiméter, testtömege 121-142 gramm.